# Lithariapteryx
Lithariapteryx é um gênero de mariposa pertencente à família Acrolepiidae.